# 제36보병사단
제36보병사단(第三十六步兵師團, The 36th Infantry Division, 상징명칭: 백호부대)는 강원특별자치도 원주시에 위치한 대한민국 육군의 지역방위 보병사단이다.
강원특별자치도의 유일한 지역방위사단이며, 전시에 예비군이 보충되어 부대가 확장된다.

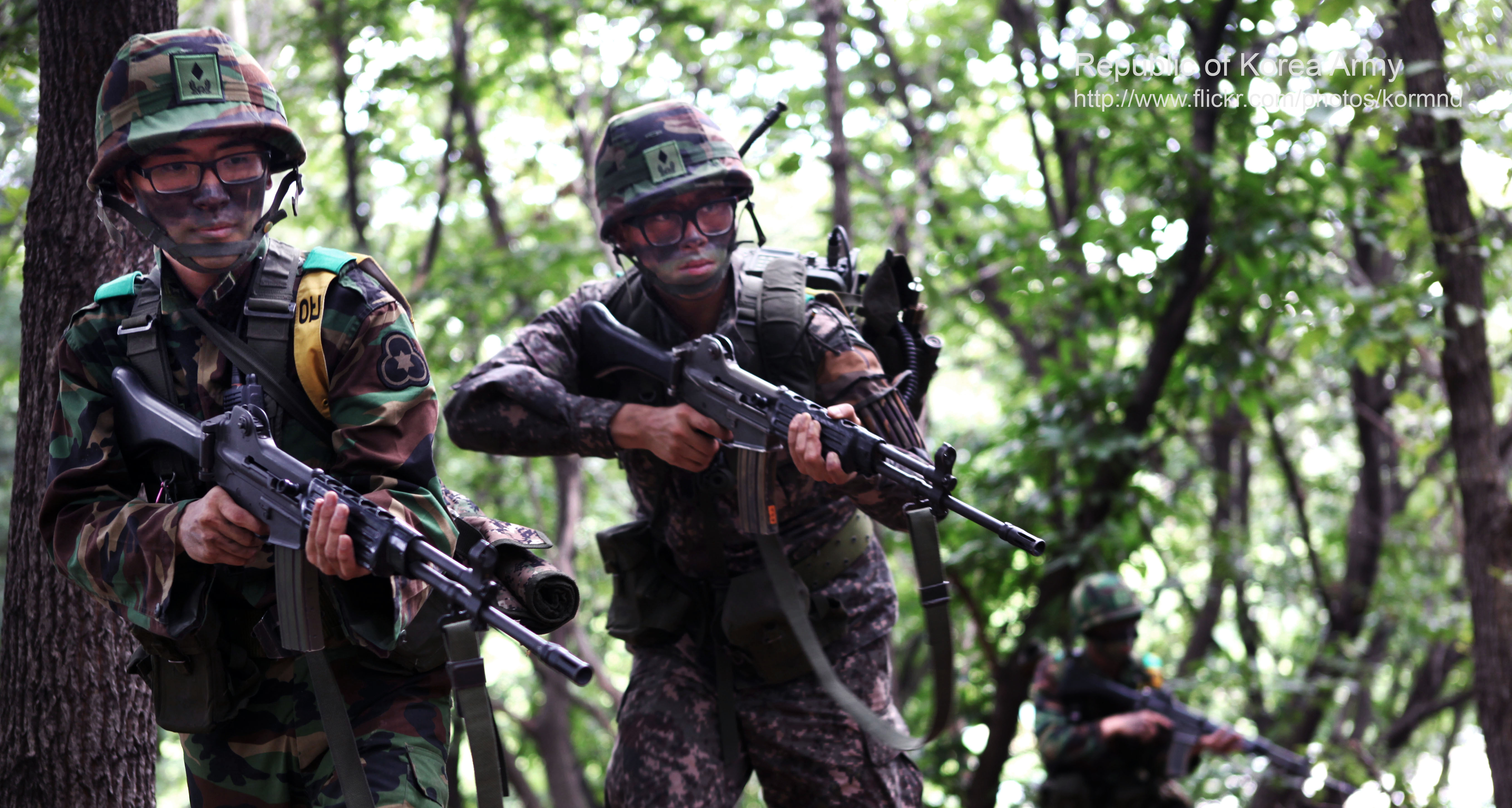
국지도발 대비훈련 중인 제36보병사단 장병들

## 역사
사단은 6.25 전쟁 직후, 1955년 4월 20일 강원특별자치도 인제군에서 창설되어 경상북도 안동시를 거쳐 지난 1982년 원주시로 이동, 강원특별자치도 중남부 지역을 담당하는 지역방위사단으로 거듭났으며, 사단급 부대 중 최초로 슬로건과 심볼로고를 선포하면서 군사대비태세확립은 물론, 민·관·군 통합훈련과 수해복구 등 적극적 대민지원을 통해 강원특별자치도민과 함께 하는 부대로 자리매김하고 있다.

## 편성
- 사단본부
- 제107보병연대 (태백시, 영월군, 정선군)
- 제108보병연대 (원주시, 횡성군)
- 제109보병연대 (평창군, 홍천군)
- 사단 직할대
  - 본부근무대 (군악대포함)
  - 군사경찰대
  - 정비근무대
  - 의무근무대
  - 화생방지원대
  - 정보통신대대
  - 신병교육대대
  - 보급수송근무대
  - 기동대대
  - 공병대대
  - 포병대대